# Жадівська сільська рада
Жаді́вська сільська́ ра́да — адміністративно-територіальна одиниця та орган місцевого самоврядування в Семенівському районі Чернігівської області. Адміністративний центр — село Жадове.

## Загальні відомості
Жадівська сільська рада утворена у 1917 році.
- Територія ради: 174,52 км²
- Населення ради: 2 351 особа (станом на 2001 рік)

## Населені пункти
Сільській раді були підпорядковані населені пункти:
- с. Жадове
- с. Вільхівка
- с. Довжик
- с. Єршов
- с. Іванине
- с. Селище
- с. Турове

## Склад ради
Рада складалася з 16 депутатів та голови.
- Голова ради: Помозок Сергій Петрович
- Секретар ради: Марущенко Валентина Петрівна

### Керівний склад попередніх скликань
| Прізвище, ім'я, по батькові | Основні відомості                                                                       | Дата обрання | Дата звільнення |
| --------------------------- | --------------------------------------------------------------------------------------- | ------------ | --------------- |
| Полторацький Іван Петрович  | Сільський голова, 1956 року народження, освіта вища, член Соціалістичної партії України | 26.03.2006   | 31.10.2010      |
| Полторацький Іван Петрович  | Сільський голова, 1956 року народження, освіта вища                                     | 31.10.2010   | 11.12.2011      |
| Помозок Сергій Петрович     | Сільський голова, 1965 року народження, освіта вища, безпартійний                       | 11.12.2011   |                 |

Примітка: таблиця складена за даними сайту Верховної Ради України

### Депутати
За результатами місцевих виборів 2010 року депутатами ради стали:

#### За суб'єктами висування
| Суб'єкт висування                 | Кількість обраних депутатів | %    |
| --------------------------------- | --------------------------- | ---- |
| Партія регіонів                   | 6                           | 37,5 |
| Самовисування                     | 5                           | 31,3 |
| Народна партія                    | 3                           | 18,8 |
| Політична партія «Наша Україна»   | 1                           | 6,3  |
| Політична партія «Сильна Україна» | 1                           | 6,3  |

#### За округами
| № округу                          | Прізвище, ім'я, по батькові      | Дата визнання обраним | Освіта  | Партійна приналежність                  | Відомості про обраного депутата                                |
| --------------------------------- | -------------------------------- | --------------------- | ------- | --------------------------------------- | -------------------------------------------------------------- |
| Народна Партія                    |                                  |                       |         |                                         |                                                                |
| 3                                 | Шевкопляс Василь Григорович      | 03.11.2010            | середня | член Народної партії                    | ДП «Ліга-2», директор                                          |
| 4                                 | Гапоненко Микола Вікторович      | 03.11.2010            | середня | позапартійний                           | тимчасово не працює                                            |
| 9                                 | Насалевець Володимир Миколайович | 03.11.2010            | середня | позапартійний                           | ТОВ «Менський сир», приймач молока                             |
| Партія регіонів                   |                                  |                       |         |                                         |                                                                |
| 6                                 | Долгорук Надія Михайлівна        | 03.11.2010            | середня | член Партії регіонів                    | ПП «Авдієвська», продавець                                     |
| 7                                 | Костін Володимир Іванович        | 03.11.2010            | середня | член Партії регіонів                    | Жадівська загальноосвітня школа І-ІІІ ст., працівник поремонту |
| 8                                 | Марущенко Валентина Петрівна     | 03.11.2010            | вища    | член Партії регіонів                    | Жадівська сільська рада, секретар                              |
| 12                                | Качура Ольга Михайлівна          | 03.11.2010            | середня | член Партії регіонів                    | СТОВ ім. Чкалова, головний бухгалтер                           |
| 14                                | Бакланська Олена Василівна       | 03.11.2010            | середня | член Партії регіонів                    | СТОВ ім. Чкалова, економіст                                    |
| 16                                | Шевкопляс Петро Васильович       | 03.11.2010            | середня | позапартійний                           | тимчасово не працює                                            |
| Політична партія «Наша Україна»   |                                  |                       |         |                                         |                                                                |
| 13                                | Войток Любов Миколаївна          | 03.11.2010            | середня | член Політичної партії «Наша Україна»   | СПД «Бакланський», продавець                                   |
| Політична партія «Сильна Україна» |                                  |                       |         |                                         |                                                                |
| 15                                | Помазок Тетяна Федорівна         | 03.11.2010            | середня | член Політичної партії «Сильна Україна» | СТОВ ім Чкалова, обліковець                                    |
| Самовисування                     |                                  |                       |         |                                         |                                                                |
| 1                                 | Стецкова Тетяна Миколаївна       | 03.11.2010            | середня | член Соціалістичної партії України      | Жадівська сільська рада, землевпорядник                        |
| 2                                 | Ткачева Любов Семенівна          | 03.11.2010            | середня | член Соціалістичної партії України      | Жадівська сільська рада, головний бухгалтер                    |
| 5                                 | Костіна Валентина Олексіївна     | 03.11.2010            | середня | позапартійна                            | відділення поштового зв'язку, оператор                         |
| 10                                | Марущенко Олександр Семенович    | 03.11.2010            | вища    | позапартійний                           | Жадівська загальноосвітня школа І-ІІІ ст., заступник директора |
| 11                                | Сенченко Василь Семенович        | 03.11.2010            | середня | член Комуністичної партії України       | Жадівська сільська рада, водій                                 |